# Boyadzhiev Point
Der Boyadzhiev Point (englisch; bulgarisch Бояджиев нос Bojadschjew nos) ist eine Landspitze am östlichen Ende von Elephant Island im Archipel der Südlichen Shetlandinseln. Sie liegt 1,86 km südlich des Kap Valentine sowie 3,9 km nordöstlich des Walker Point an der Nordostseite der Einfahrt zur Gurkovska Cove
Die bulgarische Kommission für Antarktische Geographische Namen benannte sie 2021 nach dem bulgarischen General Kliment Bojadschiew (1861–1933), einem Veteranen der Balkankriege und des Ersten Weltkriegs.